# Congada

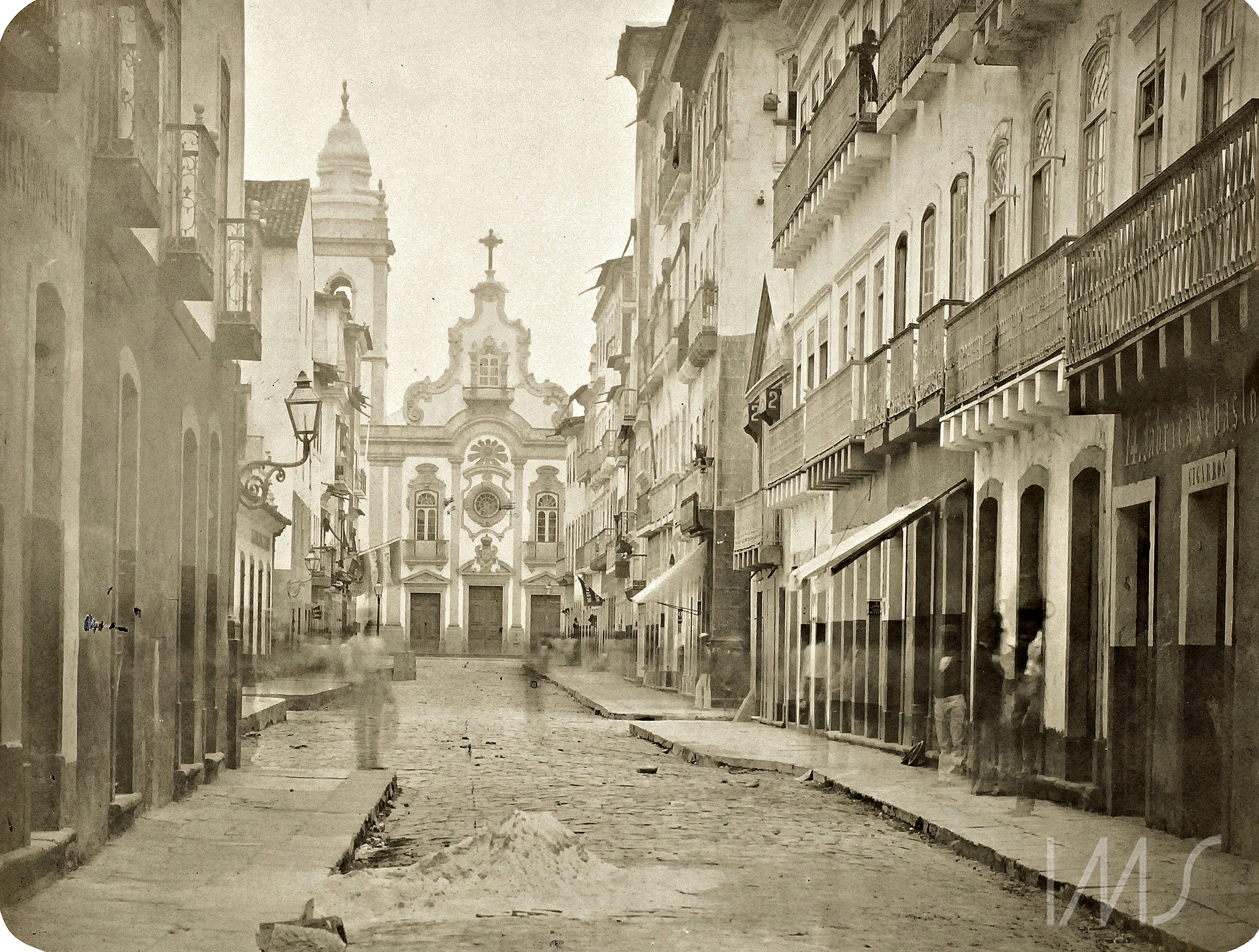
Église de Notre-Dame du Rosaire des Noirs à Recife, où se sont tenues des congadas au XVIIe siècle.

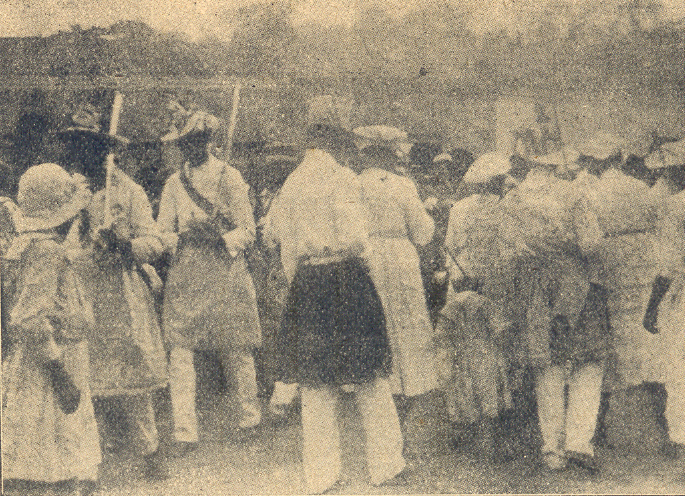
Congrégation de Santana de Parnaíba (1925).

Congada ou Congado est un événement culturel et religieux afro-brésilien au sein de la religion Umbanda. Très ancienne célébration, Congada est une danse dramatique, tandis que sa musique rappelle le couronnement du Rei Congo ou Rei do Congo (Roi du Congo),. Les termes Congada et Rei (do) Congo ont été popularisés dans le monde entier, notamment grâce à la chanson brésilienne Aquarela do Brasil, écrite par Ary Barroso :

« Abre a cortina do passado

Tira a mãe preta do cerrado

Bota o Rei Congo no congado »

Ce sont essentiellement trois thèmes qui s’entremêlent dans le narratif : la vie de saint Benoît ; la découverte de l'image de la Vierge Marie immergée dans l'eau ; et la représentation du combat de Charlemagne contre les invasions maures. S'y rajoute la sainte noire Iphigénie à l'origine de la fête en 1747 à Ouro Preto. Car bien qu'il soit apparu dans le  Pernambouc, Congada est toujours pratiqué dans des États brésiliens tels que Minas Gerais, São Paulo, Rio de Janeiro, Goiás, Espirito Santo, Rio Grande do Sul, Paraná et Pará,. 

## Origine
En 1674, le couronnement des rois congolais avait déjà eu lieu dans l'église Notre-Dame du Rosaire des Noirs à Recife, à l'époque du capitanat de Pernambouc. Parfois, la fête était rendue encore plus magnifique lorsque les danseurs empruntaient des bijoux et des accessoires aux dames et aux messieurs des parages. Réunis, les esclaves et les artisans allaient emmener le couple royal à l'église où celui-ci devait être couronné par le vicaire. 
La procession passait ensuite à des jeux de chorégraphie, d'agilité et de simulation guerrière, tels que la danse à l'épée. Aujourd’hui encore, la cérémonie du couronnement est suivie d'une soirée dansante, les participants se voyant offrir de la nourriture et des boissons. La confrérie Notre-Dame du Rosaire y porte son aide tout au long de la célébration. Parfois, l'image du saint est peinte en noir.

## Caractéristiques

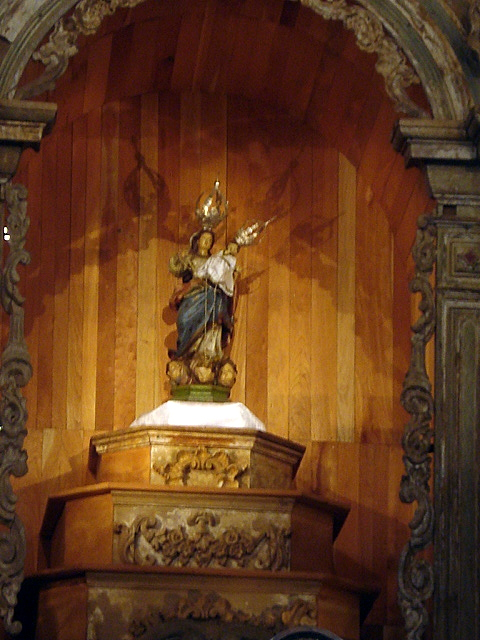
Notre-Dame du Rosaire - Pirenópolis

Congada est une manifestation folklorique religieuse afro-brésilienne, dans laquelle les traditions, les usances et les coutumes historiques d'Angola et du Congo peuvent être distinguées, avec des influences ibériques en matière de religion. Selon Câmara Cascudo (Dictionnaire du folklore brésilien), la danse rappelle le couronnement du roi du Congo et de la reine Jinga d'Angola, avec la présence de la cour et de ses vassaux. C’est un acte qui réunit des éléments thématiques africains et ibériques, dont la diffusion commence au XVIIe siècle. 
C'est ainsi que la Confrérie du Rosaire et de la Santa Efigênia de Minas a pris naissance et que l'église d'Alto da Santa Cruz a été bâtie. De nos jours comme au passé, à l'occasion de la fête des mages en janvier et de celle de la Vierge Marie du Rosaire en octobre, de grandes solennités s'étalent sous le nom de "Reisados". Lors de ces solennités, le couronné Chico Rei, avant l’office du service, apparaît à côté de la reine et suivi par la cour et par des danseurs et des musiciens, tous vêtus de riches costumes. Ensuite, ce sont os batedores avec caxambus, tamborims, marimbas et canzás en litanies intenses.  
Congado n'est pas qu'une fête religieuse afro-brésilienne populaire, puisqu'elle est un mélange d'éléments religieux tant afro-brésiliens que catholiques, avec une sorte de danse dramatique célébrant le couronnement du roi Congo, dans une procession de pas de danse et de chansons, où la musique est le fond de la célébration.  
C'est un mouvement culturel syncrétique, un rituel qui implique des danses, des chants, des décorations de mâts, des couronnements et de l'équitation, en particulier lors du festival du Rosaire en octobre. Les instruments de musique utilisés sont: la cuica, la caixa, le pandeiro et la reco-reco. Les « congadeurs » se dirigent derrière la cavalcade avec le drapeau de la Vierge Marie du Rosaire. 

## Le culte

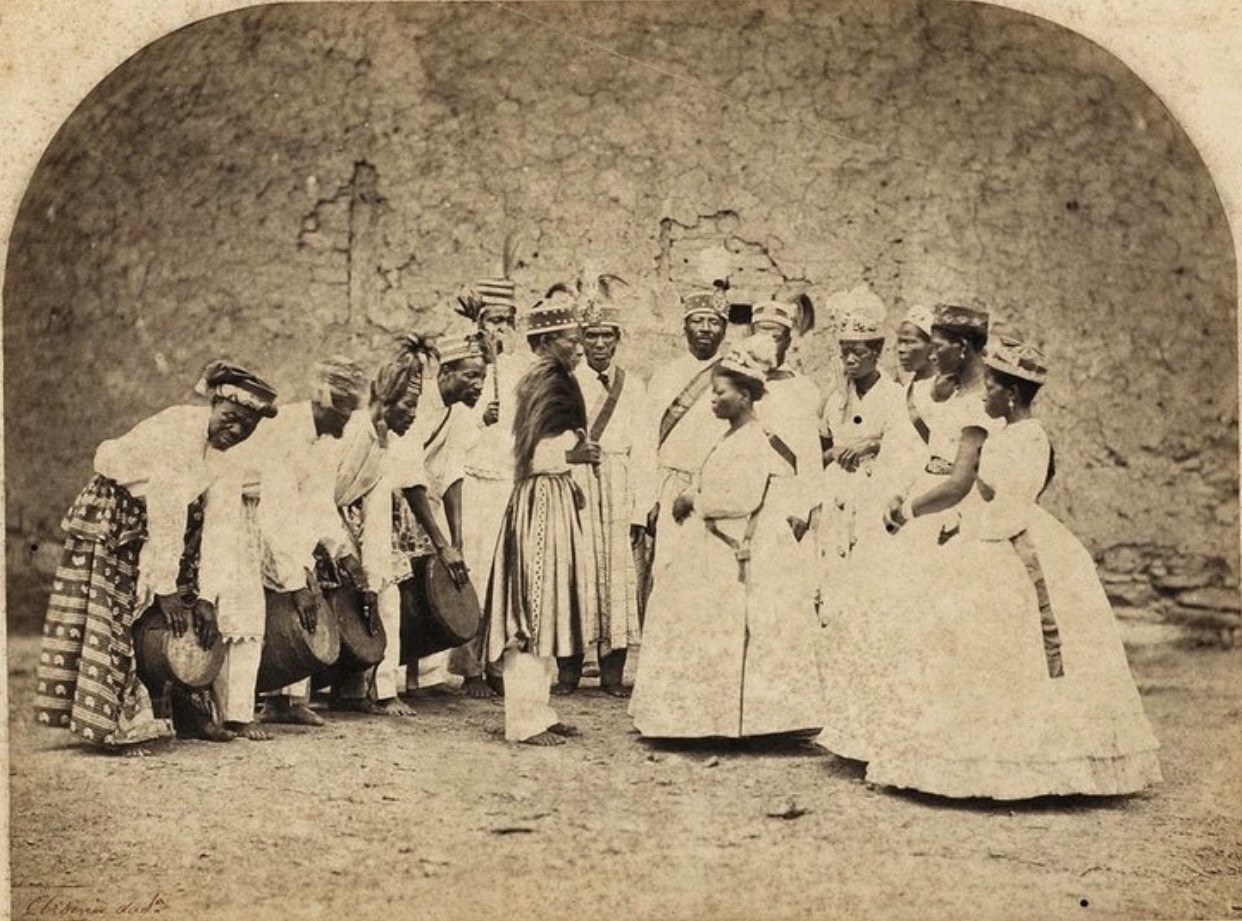
Couronnement en 1860. Photo d'Arsenio da Silva commandée par l'empereur Dom Pedro II.

Dans la célébration des fêtes consacrées aux saints, où l'acclamation est animée par des danses, avec beaucoup de tambours, il y a une hiérarchie, où l'on peut voir le roi, la reine, les généraux, les capitaines, etc. Ils sont divisés en groupes avec des numéros différents appelés Terni ou Guardas pour femmes et autres. 